# Izet Hajrović
Izet Hajrović, född 4 augusti 1991 i Brugg, Schweiz, är en bosnisk-schweizisk fotbollsspelare som spelar för Aris. Han spelar även för Bosnien och Hercegovinas landslag.